# Lista de doutores honoris causa pela Universidade de Lisboa
Esta é uma lista dos doutores honoris causa pela Universidade de Lisboa:
| Nome                                       | Nacionalidade       | Promotor                                           | Data                   |
| ------------------------------------------ | ------------------- | -------------------------------------------------- | ---------------------- |
| Sir Alan Peacock                           | Britânico           | Faculdade de Direito                               | 2000 (10 de Maio)      |
| D. Alexandre do Nascimento                 | Angolano            | Faculdade de Direito                               | 2000 (17 de Janeiro)   |
| Alfonso García-Gallo de Diego              | Espanhol            | Faculdade de Direito                               | 1982 (26 de Maio)      |
| Antoine Bailly                             | Francês             | Instituto de Geografia e Ordenamento do Território | 2009 (1 de Junho)      |
| António Bayés de Luna                      | Espanhol            | Faculdade de Medicina                              | 1997 (28 de Maio)      |
| António Braz Teixeira                      | Português           | Faculdade de Letras                                | 2006 (7 de Novembro)   |
| António Domingos de Sousa Costa            | Português           | Faculdade de Letras                                | 1992 (25 de Novembro)  |
| António dos Santos Ramalho Eanes           | Português           | Universidade de Lisboa                             | 2010 (11 de Outubro)   |
| António Garcia y Garcia                    | Espanhol            | Faculdade de Direito                               | 1994 (2 de Março)      |
| António La Pergola                         | Italiano            | Faculdade de Direito                               | 1993 (13 de Janeiro)   |
| António Truyol y Serra                     | Espanhol            | Faculdade de Direito                               | 1959 (31 de Julho)     |
| Arthur Kenneth Covington                   | Britânico           | Faculdade de Ciências                              | 2001 (7 de Novembro)   |
| Artur de Sacadura Freire Cabral Júnior     | Português           | Faculdade de Ciências                              | 1922 (6 de Maio)       |
| Aurélio Pereira da Silva Quintanilha       | Português           | Faculdade de Ciências                              | 1981 (15 de Fevereiro) |
| Baltazar Lopes da Silva                    | Cabo-Verdiano       | Faculdade de Letras                                | 1981 (15 de Fevereiro) |
| Bento Murteira                             | Português           | Faculdade de Ciências                              | 2003 (13 de Maio)      |
| Carlos Estermann                           | Francês             | Faculdade de Letras                                | 1974 (15 de Fevereiro) |
| Carlos Viegas Gago Coutinho                | Português           | Faculdade de Ciências                              | 1922 (6 de Maio)       |
| Carmen Codoñer Merino                      | Espanhol            | Faculdade de Letras                                | 2006 (7 de Novembro)   |
| Charles André George Proye                 | Francês             | Faculdade de Medicina                              | 2005 (10 de Novembro)  |
| Charles Ralph Boxer                        | Britânico           | Faculdade de Letras                                | 1953 (31 de Janeiro)   |
| Claudio Sánchez-Albornoz y Menduiña        | Espanhol            | Faculdade de Direito                               | 1982 (26 de Maio)      |
| Claus Wilhelm Canaris                      | Alemão              | Faculdade de Direito                               | 1990 (5 de Dezembro)   |
| Clement Price Thomas                       | Britânico           | Faculdade de Medicina                              | 1965 (7 de Junho)      |
| Cleonice Berardinelli                      | Brasileira          | Faculdade de Letras                                | 1996 (10 de Janeiro)   |
| Cristopher Joseph Mathias                  | Britânico           | Faculdade de Medicina                              | 2007 (8 de Novembro)   |
| Dámaso Alonso y Fernández de las Redondas  | Espanhol            | Faculdade de Letras                                | 1974 (6 de Janeiro)    |
| Daniel Carleton Gajdusek                   | Norte-Americano     | Faculdade de Medicina                              | 1991 (27 de Fevereiro) |
| David L. Hamilton                          | Norte-Americano     | Faculdade de Psicologia e Ciências da Educação     | 1997 (9 de Julho)      |
| Dioracy Fonterrada Vieira                  | Brasileiro          | Faculdade de Medicina Dentária                     | 1999 (3 de Novembro)   |
| Djalma Guimarães                           | Brasileiro          | Faculdade de Ciências                              | 1969 (26 de Fevereiro) |
| Domenico Maffei                            | Italiano            | Faculdade de Direito                               | 1994 (2 de Março)      |
| Donald Edwin Suger                         | Norte-Americano     | Faculdade de Psicologia e Ciências da Educação     | 1982 (26 de Maio)      |
| Edgard Rego Santos                         | Brasileiro          | Faculdade de Letras                                | 1958 (24 de Outubro)   |
| Édouard Lambert                            | Francês             | Faculdade de Direito                               | 1930 (2 de Agosto)     |
| Eduardo de Arantes e Oliveira              | Português           | Faculdade de Ciências                              | 1961 (9 de Junho)      |
| Elsa de Jesus Gonçalves                    | Portuguesa          | Faculdade de Letras                                | 1997 (9 de Julho)      |
| Erwin Theodor Rosenthal                    | Brasileiro          | Faculdade de Letras                                | 1974 (6 de Janeiro)    |
| Etienne Cerexhe                            | Belga               | Faculdade de Direito                               | 1996 (10 de Janeiro)   |
| Eugene Braunwald                           | Austríaco           | Faculdade de Medicina                              | 1984 (4 de Outubro)    |
| Eugénio Asensio                            | Espanhol            | Faculdade de Letras                                | 1990 (21 de Fevereiro) |
| Fernando A. R. Magalhães                   | Brasileiro          | Faculdade de Medicina                              | 1932 (24 de Fevereiro) |
| Fernando José de La Vieter Ribeiro Nobre   | Português           | Faculdade de Medicina                              | 2001 (7 de Novembro)   |
| Fernando Lopes da Silva                    | Português           | Faculdade de Medicina                              | 1997 (28 de Maio)      |
| Frédéric Mauro                             | Francês             | Faculdade de Letras                                | 1991 (27 de Fevereiro) |
| Gaetano Ferro                              | Italiano            | Faculdade de Letras                                | 1997 (9 de Julho)      |
| Gaston Mialaret                            | Francês             | Faculdade de Psicologia e Ciências da Educação     | 1985 (19 de Junho)     |
| George Paget Thomson                       | Britânico           | Faculdade de Ciências                              | 1935 (1 de Março)      |
| George Steiner                             | Francês             | Faculdade de Letras                                | 2009 (26 de Novembro)  |
| George T. Pack                             | Norte-Americano     | Faculdade de Medicina                              | 1965 (7 de Junho)      |
| Gerd Meyer-Schwickerath                    | Alemão              | Faculdade de Medicina                              | 1985 (19 de Junho)     |
| Gilberto de Mello Freyre                   | Brasileiro          | Faculdade de Direito Faculdade de Letras           | 1985 (19 de Novembro)  |
| Giovanni Battista Pighi                    | Italiano            | Faculdade de Letras                                | 1956 (16 de Janeiro)   |
| Giuseppe de Vergottini                     | Italiano            | Faculdade de Direito                               | 2003 (13 de Maio)      |
| Giuseppe Tavani                            | Italiano            | Faculdade de Letras                                | 1998 (16 de Abril)     |
| Giussep Senderi                            | Italiano            | Faculdade de Medicina                              | 1989 (14 de Junho)     |
| Graham John Hills                          | Britânico           | Faculdade de Ciências                              | 1994 (2 de Março)      |
| Hagop Akiskal                              | Norte-Americano     | Faculdade de Medicina                              | 2003 (13 de Maio)      |
| Hanna Damásio                              | Portuguesa          | Faculdade de Medicina                              | 2002 (22 de Fevereiro) |
| Hans Popper                                | Norte-Americano     | Faculdade de Medicina                              | 1981 (15 de Fevereiro) |
| Hans Ulricht Gumbrecht                     | Norte-Americano     | Faculdade de Letras                                | 2009 (21 de Janeiro)   |
| Harris Meier                               | Alemão              | Faculdade de Letras                                | 1953 (31 de Janeiro)   |
| Henri Breuil                               | Francês             | Faculdade de Letras                                | 1942 (25 de Julho)     |
| Hermínio Gomes Martins                     | Português           | Instituto de Ciências Sociais                      | 2006 (7 de Novembro)   |
| James Nicholas Iley                        | Britânico           | Faculdade de Farmácia                              | 2004 (10 de Novembro)  |
| Jean Bernard                               | Francês             | Faculdade de Medicina                              | 1983 (21 de Julho)     |
| Jean-Claude Gautron                        | Francês             | Faculdade de Direito                               | 2005 (10 de Novembro)  |
| D. João Carlos da Costa de Sousa de Macedo | Português           | Faculdade de Ciências                              | 1934 (23 de Novembro)  |
| D. João Charters de Almeida e Silva        | Português           | Faculdade de Belas-Artes                           | 2013 (11 de Março)     |
| John Forrest Goodwin                       | Norte-Americano     | Faculdade de Medicina                              | 1984 (4 de Outubro)    |
| Jorge Fernando Branco de Sampaio           | Português           | Universidade de Lisboa                             | 2010 (11 de Outubro)   |
| José Carlos Junça de Morais                | Português           | Faculdade de Psicologia e Ciências da Educação     | 2000 (8 de Novembro)   |
| José da Costa Miranda                      | Português           | Faculdade de Letras                                | 1997 (28 de Maio)      |
| José de Oliveira Pires Correia Contreiras  | Português           | Faculdade de Ciências                              | 1996 (10 de Janeiro)   |
| José Henrique de Azeredo Perdigão          | Português           | Faculdade de Letras                                | 1974 (6 de Janeiro)    |
| José João da Conceição Gonçalves Mattoso   | Português           | Faculdade de Letras                                | 1998 (16 de Novembro)  |
| José Vitorino de Pina Martins              | Português           | Faculdade de Letras                                | 1991 (27 de Fevereiro) |
| Joseph Marie Piel                          | Francês             | Faculdade de Letras                                | 1981 (15 de Fevereiro) |
| Jules François                             | Belga               | Faculdade de Medicina                              | 1981 (15 de Fevereiro) |
| Júlio Afrânio Peixoto                      | Brasileiro          | Faculdade de Letras                                | 1924 (22 de Maio)      |
| Keith R. Jennings                          | Britânico           | Faculdade de Ciências                              | 1997 (9 de Julho)      |
| Kenneth M. Spyer                           | Britânico           | Faculdade de Medicina                              | 1991 (28 de Novembro)  |
| Laurens de Haan                            | Neerlandês          | Faculdade de Ciências                              | 2000 (10 de Maio)      |
| Léon Duguit                                | Francês             | Faculdade de Direito                               | 1923 (7 de Dezembro)   |
| Louis Favoreau                             | Francês             | Faculdade de Direito                               | 2004 (10 de Novembro)  |
| Louis Josserand                            | Francês             | Faculdade de Direito                               | 1930 (2 de Agosto)     |
| Luciana Stegagno Picchio                   | Italiana            | Faculdade de Letras                                | 1990 (21 de Fevereiro) |
| Luís de Sousa Rebelo                       | Português           | Faculdade de Letras                                | 2002 (22 de Fevereiro) |
| Luís Guilherme Mendonça de Albuquerque     | Português           | Faculdade de Letras                                | 1985 (19 de Novembro)  |
| Luis Suárez Fernández                      | Espanhol            | Faculdade de Letras                                | 1992 (25 de Novembro)  |
| Luiz Olavo Baptista                        | Brasileiro          | Faculdade de Direito                               | 2009 (6 de Março)      |
| Manoel Gonçalves Ferreira Filho            | Brasileiro          | Faculdade de Direito                               | 1998 (28 de Janeiro)   |
| Padre Manuel Antunes                       | Português           | Faculdade de Letras                                | 1981 (15 de Fevereiro) |
| Manuel Cecilio Díaz y Díaz                 | Espanhol            | Faculdade de Letras                                | 1981 (15 de Fevereiro) |
| Manuel Fraga Iribarne                      | Espanhol            | Faculdade de Direito                               | 2004 (10 de Novembro)  |
| Manuel José Nogueira Valadares             | Português           | Faculdade de Ciências                              | 1981 (15 de Fevereiro) |
| Marc Richelle                              | Belga               | Faculdade de Psicologia e Ciências da Educação     | 1998 (28 de Janeiro)   |
| Marcel Bataillon                           | Francês             | Faculdade de Letras                                | 1974 (6 de Janeiro)    |
| Maria Helena Monteiro da Rocha Pereira     | Portuguesa          | Faculdade de Letras                                | 2009 (21 de Janeiro)   |
| Maria de Jesus Simões Barroso Soares       | Portuguesa          | Faculdade de Psicologia e Ciências da Educação     | 1999 (3 de Novembro)   |
| Marinus Duran                              | Francês             | Faculdade de Farmácia                              | 2005 (10 de Novembro)  |
| Mário Alberto Nobre Lopes Soares           | Português           | Universidade de Lisboa                             | 2010 (11 de Outubro)   |
| Mark Savickas                              | Norte-Americano     | Faculdade de Psicologia e Ciências da Educação     | 2009 (21 de Janeiro)   |
| Maurice Allais                             | Francês             | Faculdade de Direito                               | 1993 (13 de Janeiro)   |
| Maurice Reuchlin                           | Francês             | Faculdade de Psicologia e Ciências da Educação     | 1993 (13 de Janeiro)   |
| Miguel Reale                               | Brasileiro          | Faculdade de Direito                               | 1982 (26 de Maio)      |
| Nikolaos Politis                           | Heleno              | Faculdade de Direito                               | 1941 (5 de Novembro)   |
| Óscar Luso de Freitas Lopes                | Português           | Faculdade de Letras                                | 1990 (21 de Fevereiro) |
| Oswaldo Market Garcia                      | Espanhol            | Faculdade de Direito                               | 1982 (26 de Maio)      |
| Panduronga Pissurlencar                    | Português (Goês)    | Faculdade de Letras                                | 1955 (6 de Dezembro)   |
| Paolo Fedeli                               | Italiano            | Faculdade de Letras                                | 2002 (22 de Fevereiro) |
| Paul Fraisse                               | Francês             | Faculdade de Psicologia e Ciências da Educação     | 1985 (19 de Junho)     |
| Paul G. Hugenholtz                         | Norte-Americano     | Faculdade de Medicina                              | 1991 (27 de Fevereiro) |
| Paul Krugman                               | Norte-Americano     | Universidade de Lisboa                             | 2012 (27 de Fevereiro) |
| Paul Teyssier                              | Francês             | Faculdade de Letras                                | 1990 (21 de Fevereiro) |
| Paulo Bonavides                            | Brasileiro          | Faculdade de Direito                               | 1998 (28 de Janeiro)   |
| Paulo Reglus Neves Freire                  | Brasileiro          | Faculdade de Psicologia e Ciências da Educação     | 1996 (10 de Janeiro)   |
| Peter Badura                               | Alemão              | Faculdade de Direito                               | 2007 (8 de Novembro)   |
| Peter Häberle                              | Alemão              | Faculdade de Direito                               | 2007 (8 de Novembro)   |
| Sir Peter Robert Frank Bell                | Britânico           | Faculdade de Medicina                              | 2009 (21 de Janeiro)   |
| Pierre Albert-Birot                        | Francês             | Faculdade de Letras                                | 1974 (6 de Janeiro)    |
| Pierre Jourda                              | Francês             | Faculdade de Letras                                | 1974 (9 de Abril)      |
| Pierre Sinaÿ                               | Francês             | Faculdade de Ciências                              | 2005 (10 de Novembro)  |
| Pilar Vázquez Cuesta                       | Espanhola           | Faculdade de Letras                                | 2002 (22 de Fevereiro) |
| Rafael Fernandez Rúbio                     | Espanhol            | Faculdade de Ciências                              | 1991 (28 de Novembro)  |
| Ramón Menéndez Pidal                       | Espanhol            | Faculdade de Letras                                | 1957 (10 de Setembro)  |
| Raymond Barre                              | Francês             | Faculdade de Direito                               | 1998 (16 de Abril)     |
| René Leriche                               | Francês             | Faculdade de Medicina                              | 1932 (24 de Fevereiro) |
| Richard Abel Musgrave                      | Alemão              | Faculdade de Direito                               | 1997 (28 de Maio)      |
| Richard Popp                               | Norte-Americano     | Faculdade de Medicina                              | 1998 (16 de Abril)     |
| Riitta Hari                                | Finlandesa          | Faculdade de Ciências                              | 2003 (13 de Maio)      |
| Robert Evan Owen Williams                  | Britânico           | Faculdade de Medicina                              | 1992 (25 de Novembro)  |
| Ruy Valentim Lourenço                      | Português           | Faculdade de Medicina                              | 2000 (10 de Maio)      |
| Sami Sandhaus                              | Suíço               | Faculdade de Medicina Dentária                     | 2000 (10 de Maio)      |
| Serafim Pereira da Silva Neto              | Brasileiro          | Faculdade de Letras                                | 1960 (6 de Fevereiro)  |
| Sheila Sherlock                            | Irlandesa           | Faculdade de Medicina                              | 1981 (15 de Fevereiro) |
| Solón Galvão Filho                         | Brasileiro          | Faculdade de Medicina Dentária                     | 1999 (3 de Novembro)   |
| Spyridon Flogaitis                         | Heleno              | Faculdade de Direito                               | 2009 (6 de Março)      |
| Suzanne Blanche Daveau Ribeiro             | Francesa/Portuguesa | Faculdade de Letras                                | 1997 (28 de Maio)      |
| Thomas Berry Brazelton                     | Norte-Americano     | Faculdade de Medicina                              | 1992 (25 de Novembro)  |
| Thomas S. Popkewitz                        | Norte-Americano     | Faculdade de Psicologia e Ciências da Educação     | 2000 (8 de Novembro)   |
| Valdemar Martins Ferreira                  | Brasileiro          | Faculdade de Direito                               | 1933 (21 de Março)     |
| Vic Barnett                                | Britânico           | Faculdade de Ciências                              | 1994 (2 de Março)      |
| Vito Tanzi                                 | Italiano            | Faculdade de Direito                               | 2005 (10 de Novembro)  |
| Vlad Constantinesco                        | Romeno              | Faculdade de Direito                               | 2009 (6 de Março)      |
| Werther Duque-Estrada                      | Brasileiro          | Faculdade de Medicina                              | 1985 (19 de Junho)     |
| William Arnot Wakeham                      | Britânico           | Faculdade de Ciências                              | 1996 (10 de Janeiro)   |
| William Lawrence Bragg                     | Australiano         | Faculdade de Ciências                              | 1945 (21 de Novembro)  |
| William Sefton Cyfe                        | Neo-Zelandês        | Faculdade de Ciências                              | 1990 (21 de Fevereiro) |
| Yves Guerrier                              | Francês             | Faculdade de Medicina                              | 1986 (18 de Novembro)  |
| Zeferino Rebelo de Oliveira                | Português           | Faculdade de Letras                                | 1924 (5 de Novembro)   |